# إدمان التلفاز

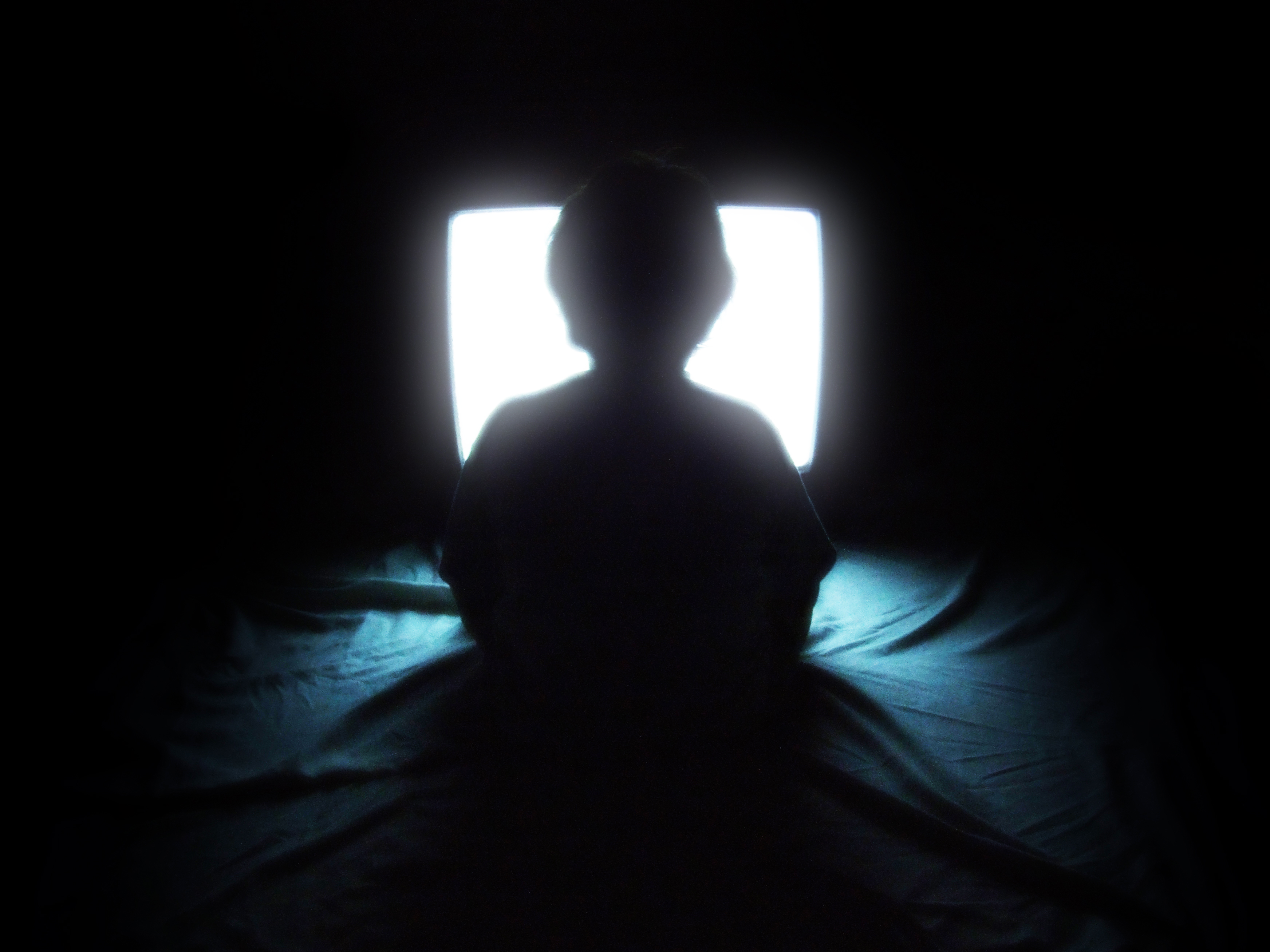
صورة لطفل أمام التلفاز التلفاز توضح إدمان التلفاز على الأطفال.

إدمان التلفاز هو نموذج مقترح للإدمان المرتبط بسلوكٍ مفرط وقهري مرتبط بمشاهدة برامج التلفاز.

## التحليلات
خَلُصت أحدث الأبحاث الطبية حول هذا الموضوع إلى أن السلوك المرضي في مشاهدة التلفاز قد يشكل إدمانًا سلوكيًا حقيقيًا. لكنها تشير إلى أنه هناك حاجة إلى إلى المزيد من الأبحاث حول ذلك الموضوع. يمكن أن يكون من الصعب للغاية السيطرة على الدوافع القهرية في كثيرٍ من الحالات. إن نموذج إدمان التلفاز له أوجه تشابه مع أشكال أخرى من الإدمان السلوكي، مثل الإدمان على المخدرات أو القمار، وهي -أيضًا- أشكال من السلوك القهري.

## التعرُّف
إدمان التلفاز هو حالة غير قابلة للتشخيص في الدليل التشخيصي والإحصائي للاضطرابات النفسية.